# Metropolia Palembang
Metropolia Palembang – jedna z 10 metropolii Kościoła Rzymskokatolickiego w Indonezji. Została erygowana 1 lipca 2003.

## Diecezje
- Archidiecezja Palembang
  - Diecezja Pangkalpinang
  - Diecezja Tanjungkarang

## Metropolici
- Aloysius Sudarso (1997-2021)
- Yohanes Harun Yuwono (2021 - )